# Dieu, sa vie, son œuvre
Dieu, sa vie, son œuvre est un roman de Jean d'Ormesson publié en 1981 aux éditions Gallimard.

## Résumé
Jean d'Ormesson imagine la création de l'univers et du monde par Dieu. Le récit commence alors que rien n'existe encore. Au travers différents récits historiques, l'auteur raconte Dieu visionnant l'avenir de ce monde, de sa naissance à sa fin. Le récit s'achève par la création du monde.

## Éditions
- Dieu, sa vie, son œuvre, éditions Gallimard, 1981  (ISBN 9782070377350).